# Borys Potiatynyk
Borys Wołodymyrowycz Potiatynyk (ukr. Борис Володимирович Потятиник) – ukraiński politolog, prof. dr hab.

## Życiorys
Obronił pracę doktorską, następnie uzyskał stopień doktora habilitowanego. Otrzymał nominację profesorską. Jest zatrudniony na stanowisku profesora w Instytucie Nauk o Polityce i Administracji, oraz w Katedrze Komunikacji Społecznej i Dziennikarstwa na Uniwersytecie Opolskim.